# Robert Knox (chirurgo)
Robert Knox (Edimburgo, 1791 – 1862) è stato un chirurgo scozzese.
Docente all'università di Londra dal 1845, pubblicò nel 1862 Le razze degli uomini. Divenne celebre per aver acquistato da Burke e Hare i cadaveri delle loro vittime ad un prezzo irrisorio.